# Akcija 19. avgusta 1916
Akcija 19. avgusta 1916 označuje vrsto pomorskih dogodkov, ki so jih izvedli nemška mornarica in britanska kraljeva mornarica 19. avgusta 1916 v vodah Severnega morja kot del večjih vojaških dogodkov v Severnem morju v času prve svetovne vojne.
Po neodločnem izidu prejšnje bitke pri Jutlandiji se je nemška bojna ladja pod poveljstvom nemškega admirala Reinharda Scheerja odpravila proti britanskim pristaniščem v Severnem morju, da bi presenetila zasidrane bojne ladje britanske mornarice in ter jih napadla in po hitrem postopku premagala; vendar je britanski obveščevalnik odkril nemško grožnjo in vse bojne ladje pod poveljstvom admirala Johna Jellicoeja so odplule, da bi prestregla Nemce. Dve plovili sta pripluli nekaj deset milj bližje, a nista prišli v stik z nasprotnikom: po obvestilu njegove izvidnice se je Scheer odločil, da se bo izognil novi bitki in se vrnil v bazo. Obe mornarici sta utrpeli izgube v podmorniških napadih, kar je prepričalo poveljnike, da bodo v prihodnje še bolj previdni in se izognili nadaljnjim plovbam z manjšimi plovili.